# تفاعل انتاج الهيدروجين
تفاعل انتاج الهيدروجين (HER) Hydrogen evolution reaction هو تفاعل كيميائي ينتج عنه H2 . يتطلب تحويل البروتونات إلى H2 خفض تكافؤها وعادةً يستخدم محفز لتحفيز هذا التفاعل. في الطبيعة، يتم تحفيز تفاعل انتاج الهيدروجين بواسطة إنزيمات الهيدروجيناز  . تستخدم المحللات الكهربية التجارية عادة معدن البلاتين كمحفز. تفاعل انتاج الهيدروجين مفيد لإنتاج غاز الهيدروجين، وتوفير وقود نظيف الاحتراق ، لأن احتراق الهيدروجين (اي اتحاد الهيدروجين بالأكسجين) ينتج ماء. ومع ذلك، يمكن أن يكون تفاعل انتاج الهيدروجين أيضًا تفاعلًا جانبيًا غير مرحب به في عمليات اختزال أخرى مثل تثبيت النيتروجين ، أو الاختزال الكهروكيميائي لثاني أكسيد الكربون  أو طلاء الكروم .

## في التحليل الكهربائي
يعد تفاعل انتاج الهيدروجين HER تفاعلًا رئيسيًا يحدث في التحليل الكهربائي للمياه لإنتاج الهيدروجين لكل تطبيقات الطاقة في الصناعة،  بالإضافة إلى الأبحاث المعملية صغيرة النطاق. ونظرًا لوفرة المياه على الأرض، يشكل إنتاج الهيدروجين عملية قابلة للتطوير لتوليد الوقود. يعد هذا بديلاً لتعديل غاز الميثان بالبخار  لإنتاج الهيدروجين، الذي ينتج عنه انبعاثات غازات دفيئة كبيرة، وعلى هذا النحو، يتطلع العلماء إلى تحسين وتوسيع نطاق عمليات التحليل الكهربائي التي لها انبعاثات أقل.

### آلية التحليل الكهربائي
في الظروف الحمضية، يتبع تفاعل تطور الهيدروجين الصيغة التالية:
{\displaystyle {\ce {2H^+ + 2e^- -> H2}}}
في الظروف المحايدة أو القلوية، يتبع التفاعل الصيغة التالية:
{\displaystyle {\ce {4H2O + 4e^- -> 2H2 + 4OH^-}}}
يمكن رؤية هاتين الآليتين في الممارسات الصناعية على جانب الأنود من المحلل الكهربائي حيث يحدث تصاعد الهيدروجين. في الظروف الحمضية، يشار إليه باسم التحليل الكهربائي بغشاء تبادل البروتون أو PEM ، بينما في الظروف القلوية يشار إليه ببساطة باسم التحليل الكهربائي القلوي . تاريخيًا، كان التحليل الكهربائي القلوي هو الطريقة السائدة بين الاثنين، على الرغم من أن طريقة تبادل البروتون بدأت مؤخرًا في النمو بسبب كثافة التيار الأعلى التي يمكن تحقيقها في التحليل الكهربائي بغشاء تبادل البروتون.

### محفزات انتاج الهيدروجين
يتم دفع تفاعل انتاج الهيدروجين إلى الأمام بواسطة الكهرباء وتتطلب مدخلات طاقة كبيرة بدون محفز عالي الكفاءة، والمحفز هو مادة كيميائية تقلل طاقة تنشيط التفاعل دون استهلاكها. في المحلل الكهربائي القلوي، يتم عادةً استخدام محفزات النيكل والحديد لـهذه العملية عند الأنود. وتتيح قلوية الإلكتروليت في هذه العمليات استخدام محفزات أقل تكلفة  في المحللات الكهربية لانتاج الهيدروجين، يكون المحفز القياسي لـلتفاعل هو البلاتين المدعوم بالكربون ( Pt/C )  يُستخدم عند الأنود. يمكن وصف أداء المحفز بمستوى امتزاز الهيدروجين في مواقع الربط على سطح المعدن، بالإضافة إلى القدرة الزائدة للتفاعل مع زيادة كثافة التيار الكهربي.

### التحديات
تشكل التكلفة العالية وكميات
الطاقة المستخدمة في التحليل الكهربائي للمياه تحديًا أمام تنفيذ الطاقة الهيدروجينية على نطاق واسع. في حين أن التحليل الكهربائي القلوي شائع الاستخدام، إلا أن سعة كثافته الحالية المحدودة تتطلب مدخلات كهربائية كبيرة، مما يشكل تكلفة ومخاوف بيئية بسبب المحتوى العالي من الكربون في الكهرباء في العديد من البلدان، بما في ذلك الولايات المتحدة. المحفزات الكهربائية المستخدمة في التحليل الكهربائي تمثل المحللات الكهربائية بغشاء تبادل البروتون PEM حاليًا حوالي 5٪ من إجمالي تكلفة العملية، ومع ذلك، مع توسيع نطاق هذه العملية، من المتوقع أن ترتفع تكاليف المحفزات بسبب الندرة وتصبح عاملاً كبيرًا في تكلفة إنتاج الهيدروجين. على هذا النحو، تعد المواد البديلة منخفضة التكلفة وعالية الكفاءة والقابلة للتطوير لمحفزات تفاعل انتاج الهيدروجين  HER  و  بواسطة غشاء تبادل البروتون PEM نقطة اهتمام بحثي للعلماء.

## اقرأ أيضا
- غشاء تبادل البروتون